# فوسفوميسين
الفوسفوميسين Fosfomycin (المعروف أيضا باسم phosphomycin، فسفونوميسين والاسم التجاري Monurol و Monuril) هو مضاد حيوي واسع الطيف

## نبذة تاريخية
تم اكتشاف fosfomycin (تعرف أصلا بالفسفونوميسين) في جهد مشترك من ميرك وشركاه واسبانيا كومبانيا الإسبانية للPenicilina  Antibióticos (CEPA). كان معزولا أول مرة من للفحص التذريعي المخبري من  ستربتوميسس الفرادية  المعزولة من عينات التربة لقدرته على أن يكون جبلة كرية.

## الاستعمال الطبي
علاج انتانات الجهاز البولي.

## الآليه
- مشتق حمض الفوسفونيك، وهو يثبط عملية تصنيع الجدار الخلوي الجرثومي بآلية إزالة فعالية خميرة بيروفيل ترانسفيراز المسؤولة الرئيسية عن تركيب الجدار الخلوي الجرثومي.[5]
- يبدي تأثير تآزي (في الزجاج) مع البنسلينات والسيفالوسبورينات والأمينوغليكوزيدات والإريثروميسين والتتراسكلين.

## الحمل والإرضاع
- ينتمي لأدوية المجموعة B
- يصل تركيزه ضمن حليب الرضع إلى 10% من تركيزه المصلي.

## الآثار الجانبية
- تحدث بنسبة تزيد عن 10%:
- عصبية مركزية: صداع.
- جلدية: طفح.
- هضمية: إسهال، غثيان، إقياء، انزعاج شرسوفي، قهم.

- تحدث بنسبة تقل عن 1%:
- عصبية مركزية: دوام، نعاس، تعب.
- جلدية: حكة.

## التداخلات الدوائية
1. ينقص تناول الطعام معدل امتصاص المحضر بشكل ملحوظ.
2. يمكن لمضادات الحموضة أو لأملاح الكالسيوم أن تسبب تشكل رسابات عند إعطائها معه مما يؤدي لإنقاص معدل امتصاصه.

## الحرائك الدوائية
- الامتصاص: يمتص بشكل جيد.
- التوزع: يبلغ حجم توزعه 2ليتر/كغ، ينتشر إلى السبيل البولي بتراكيز عالية، كذلك فهو ينتشر بشكل جيد إلى بقية الأنسجة، ينتشر إلى السائل الدماغي الشوكي بتركيز أقصى عندما تكون السحايا ملتهبة.
- الارتباط البروتيني: أقل من 3%.
- الاستقلاب: لا يستقلب..
- التوافر الحيوي: 35-58%.
- العمر النصفي: 4-8 ساعات، يتطاول عند المصاب بالقصور الكلوي.
- يصل تركيزه المصلي لذروته بعد ساعتين من تناوله عبر الفم.
- الإطراح: يطرح مع البول غير متبدل، ويبقى تركيزه البولي مرتفعاً لمدة تزيد عن 48ساعة.

## الجرعة
- البالغين (فموي):
1. الإناث: تعطى جرعة وحيدة مقدارها 3غ ممزوجة مع 4أونصة من الماء (إنتان بولي غير مختلط)
2. الذكور: 4غ مرة واحدة/يوم لمدة 2-3 أيام (إنتان بولي مختلط)

- يجب إنقاص جرعته عند المريض المصاب باضطراب الوظيفة الكلوية يطرح 80% من جرعته بالديلزة يجب إعادة الجرعة بعدها.
- لا حاجة لتعديل جرعته عند المريض المصاب باضطراب الوظيفة الكبدية.

## المراقبة
يجب مراقبة أعراض وعلامات إنتان السبيل البولي.

## المستحضرات الصيدلانية
- بودرة: 3غ (يمزج محتوى الباكيت مع 90-120 مل من الماء قبل تناوله)[6]

## وصلات خارجية
- Fosfomycin information at RxList